# Водное поло на летней Универсиаде 1965
Ватерпольный турнир на летней Универсиаде 1965 проходил в Будапеште (Венгрия). Соревновались мужские сборные команды. Чемпионом Универсиады второй раз подряд стала сборная Венгрии. Сборная Советского Союза завоевала серебряные награды Универсиады.

## Медальный зачёт
| Место | Страна  | Золото | Серебро | Бронза | Всего |
| ----- | ------- | ------ | ------- | ------ | ----- |
| 1     | Венгрия | 1      | 0       | 0      | 1     |
| 2     | СССР    | 0      | 1       | 0      | 1     |
| 3     | Румыния | 0      | 0       | 1      | 1     |

| Чемпион Универсиады по водному поло 1965 |
| ---------------------------------------- |
| Венгрия Второй титул                     |

## Ссылка
- Результаты ватерпольного турнира летней Универсиады 1965 на сайте sports123.com (англ.)